# Brastewny
Brastewny – w dialekcie kurpiowskim  nazwa osób świeckich, mężczyzn i kobiet wykonujących różnorodne posługi liturgiczne  w czasie procesji eucharystycznych.
Funkcja brastewnego znana jest na Kurpiach od dawna. W latach 50. XX wieku brastewni zajmowali się wyrobem wotów i ruchem podczas odpustu. Byli oni wybierani spośród wiernych cieszących się zaufaniem proboszcza oraz mieszkańców wsi. Do innych ich obowiązków należało zbieranie ofiar na tacę i udział w wizytach po kolędzie. Przed pierwszą mszą w godzinach porannych przygotowywali stragan ze świecami, który był ustawiany na dziedzińcu kościelnym. Obok stawiali skrzynię wypełnioną wotami.
W Jednorożcu brastewni zbierali tacę w kościele wypowiadając słowa: "Proszę na światło dla Matki Boskiej".  Wybierali niezamężne kobiety o dobrej reputacji i proponowali im noszenie feretronów. Często byli członkami rady parafialnej.
Brastewnymi są obecnie mężczyźni, którzy w czasie procesji eucharystycznej niosą baldachim nad księdzem idącym z Najświętszym Sakramentem, lampiony, chorągwie, krzyż procesyjny i inne paramenty liturgiczne. Kobiety niosą natomiast feretrony.